# 近代石库门民宅 (宁波)
近代石库门民宅位于中国浙江省宁波市江北区外滩街道外滩社区颍川巷1—9号、玛瑙路102、104号，民国建筑，由四幢建筑组成，中间设有甬道，甬道口为石库门，左右两侧建有平面结构相同的石库门建筑，主楼共两层，为三合院式建筑，2008年7月公布为江北区文物保护单位。